# Eudianthe
Eudianthe (Rchb.) Rchb. è un genere di piante della famiglia delle Cariofillacee.

## Tassonomia
Comprende le seguenti specie:
- Eudianthe coeli-rosa (L.) Fenzl ex Endl.
- Eudianthe laeta (Aiton) Rchb. ex Willk.
- Eudianthe lagrangei (Coss.) Pau